# フッ化ビニリデン
フッ化ビニリデン（英: vinylidene fluoride）は化学式C2H2F2で表される化合物。

## 性質
常温ではエーテル様の特徴的な臭気のある無色の気体。蒸気密度は2.2g/cm3で、空気より重い。

## 用途
フッ素樹脂やフッ素ゴム、ポリフッ化ビニリデンのコモノマーとして利用される。

## 安全性
爆発性のある過酸化物を生成したり、重合により大量に放熱することがある。加熱により激しく燃焼、または爆発する。酸化剤と激しく反応する。燃焼や加熱により、フッ化水素などのフッ素化合物を含む有毒ガスを生じる。ラットを用いた実験での半数致死濃度（LC50、4時間換算値）は100000ppmで、眼や皮膚への刺激性は確認されていない。ヒトへの曝露により、弱い麻酔作用がある。